# Francisco Iglesias
Francisco Javier Iglesias Serna (ur. 16 grudnia 1964 w Menaza)) – hiszpański zapaśnik walczący w stylu wolnym. Trzykrotny olimpijczyk. Zajął ósme miejsce w Barcelonie 1992, osiemnaste w  Los Angeles 1984 i 21. w Seulu 1988. Walczył w wadze lekkiej i średniej. 
Zajął jedenaste miejsce na mistrzostwach świata w 1994. Szósty na mistrzostwach Europy w 1988. Czwarty i piąty na igrzyskach śródziemnomorskich w 1993 roku.

## Letnie Igrzyska Olimpijskie 1984
| Konkurencja      | Rundy eliminacyjne    | Rundy eliminacyjne | Klas. końcowa |
| Konkurencja      | Przeciwnik I          | Przeciwnik II      | Miejsce       |
| ---------------- | --------------------- | ------------------ | ------------- |
| 68 kg styl wolny | Steve Bayliss (GBR) P | Ren Qin (CHN) P    | 18.           |

## Letnie Igrzyska Olimpijskie 1988
| Konkurencja      | Rundy eliminacyjne   | Rundy eliminacyjne   | Klas. końcowa |
| Konkurencja      | Przeciwnik I         | Przeciwnik II        | Miejsce       |
| ---------------- | -------------------- | -------------------- | ------------- |
| 82 kg styl wolny | Ahmad Afghan (IRI) P | Han Myeong-u (KOR) P | 21.           |

## Letnie Igrzyska Olimpijskie 1992
| Konkurencja      | Rundy eliminacyjne      | Rundy eliminacyjne | Rundy eliminacyjne        | Rundy eliminacyjne    | Finały                | Klas. końcowa |
| Konkurencja      | Przeciwnik I            | Przeciwnik II      | Przeciwnik III            | Przeciwnik IV         | o 7. miejsce          | Miejsce       |
| ---------------- | ----------------------- | ------------------ | ------------------------- | --------------------- | --------------------- | ------------- |
| 82 kg styl wolny | José Betancourt (PUR) Z | wolny los Z        | Sebahattin Öztürk (TUR) P | Kevin Jackson (USA) P | Nicolae Ghiță (ROM) P | 8.            |